# 石山寺站
石山寺站（日语：／ Ishiyamadera eki */?）是位于滋贺縣大津市螢谷，由京阪電氣鐵道所经营的石山坂本线停留場。車站編號为OT01。

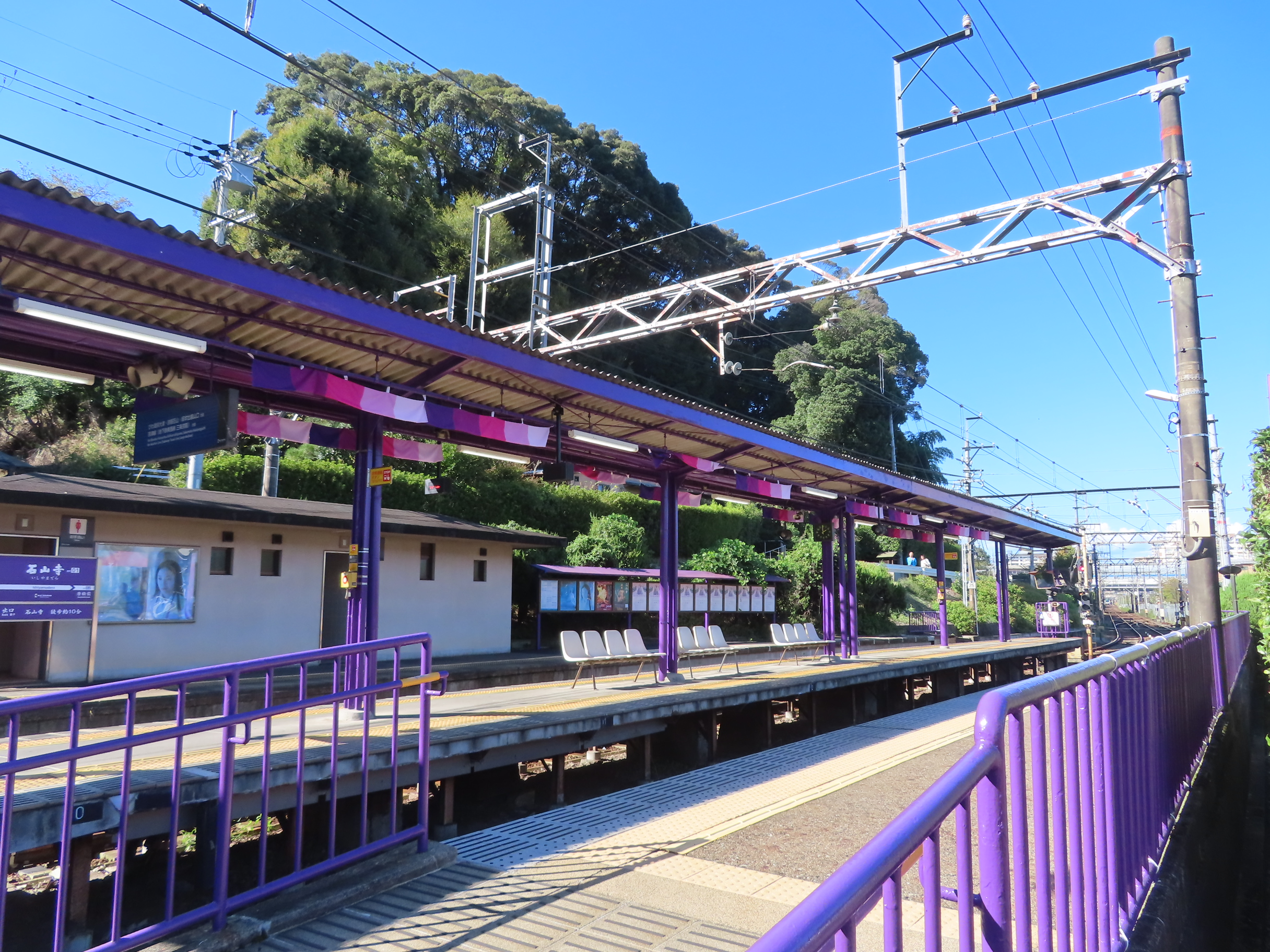
月台（2024年10月）

## 历史
唐桥前站和本站之间曾有过萤谷站，但是与本站合并后，萤谷站于1937年被废除。
- 1914年（大正3年）
  - 2月15日 - 大津電車軌道唐桥前 - 螢谷間延伸段开通，螢谷站開業。
  - 6月4日 - 螢谷到石山（現石山寺）间延伸延伸段开通、石山站開業。
- 1927年（昭和2年）1月21日 - 由于公司合并，本站成为琵琶湖铁道轮船的车站。
- 1929年（昭和4年）4月11日 - 由于公司合并，本站成为京阪电气铁道石山坂本线的车站。
- 1937年（昭和12年）8月20日 - 站名更改为石山寺站，同时萤谷站与本站合并后，于1937年被废除。
- 1943年（昭和18年）10月1日 - 由于公司合并，本站成为京阪神急行电铁（现阪急电铁）的车站。
- 1949年（昭和24年）12月1日 - 由于公司分离，本站再次成为京阪电气铁道的车站。
- 1950年（昭和25年）10月1日 - 站名更改为石山蛍谷站。
- 1953年（昭和28年）4月1日 - 站名再次更改为石山寺站。
- 1956年（昭和31年）7月15日 - 改建中间站台。
- 1960年（昭和35年）3月15日 - 改建站舍。
- 1999年（平成11年）10月9日 - 设置定期券售票处。
- 2005年（平成17年）4月18日 - 定期券発売所废止。

## 车站结构

### 月台配置
| 月台 | 路線        | 方向                                                                          |
| ---- | ----------- | ----------------------------------------------------------------------------- |
| 1、2 | ▼石山坂本线 | 京阪石山、琵琶湖濱大津、坂本比叡山口方向 ▲京津線（地下鐵東西線 三條京阪）方向 |

## 車站周边
- 瀬田川
- 石山寺
- 石山温泉

## 相邻车站
京阪電氣鐵道
▼石山坂本线
石山寺（OT01）－唐橋前（OT02）

## 外部連結
- 石山寺 - 京阪電氣鐵道